# Horizons (Steve Hackett)
Horizons is een nummer van Genesis en/of Steve Hackett. Het is de eerste track van de B-kant van hun vierde studioalbum getiteld Foxtrot. Zoals voor bijna alle composities van Genesis toen, vermeldden de credits het als een groepscompositie van Peter Gabriel, Steve Hackett, Mike Rutherford, Tony Banks en Phil Collins. Aangezien er in het nummer alleen klassiek gitaar wordt gespeeld is vermoedelijk Hackett in dit geval de enige schrijver, hetgeen bevestigd wordt door creditvermeldingen bij dit nummer op Hacketts soloalbums.

## Totstandkoming
Hackett liet zich bij dit stuk inspireren door Suite No. 1 in G majeur, BWV 1007 van Johann Sebastian Bach. Andere inspiratiebronnen waren de Britse componisten uit de zogenaamde Tudor period (grofweg van 1485 tot 1603) met componisten als William Byrd. Hackett nam het op onder leiding van de muziekproducent Bob Potter, de opvolger van John Anthony die aan de kant werd gezet. Potter was destijds bekend van onder meer de band Lindisfarne, ook uit de Charismastal, maar dan in tegenstelling tot Genesis met hits (en folk). Potter had echter geen gevoel bij de progressieve rock van Genesis en werd ook aan de kant geschoven.
Drummer Phil Collins heeft nog het idee geopperd het stuk af te sluiten met opgenomen applaus, daarentegen had Hackett het idee dat de overige leden het toch niet geschikt zouden vinden voor het album. Het kwam er wel op, maar werd door de ongelukkige plaats wel gezien als inleiding van de in Genesiskringen veel bekendere suite Supper's ready, hetgeen Hackett eigenlijk niets kon schelen.

## Gebruik van het nummer
Na zijn vertrek uit Genesis speelde Hackett Horizons door de jaren heen tijdens zijn concerten. Zodoende kwam het veelvuldig op livealbums van hem terecht: Bay of Kings, There are many sides to the night, The Tokyo tapes, Live Archive 70,80,90's, Live Archive NEARfest en Genesis revisited II bevatten Horizons. 
Hackett schreef gedurende zijn sololoopbaan ook een nummer onder de titel Kim (synoniem voor horizon). Dat eveneens instrumentale nummer was een eerbetoon aan zijn toenmalige vrouw Kim Poor; het werd ook veelvuldig gespeeld tijdens zijn concerten tot aan de vechtscheiding (rond 2007) tussen de twee.    